# Tímea Babos
Tímea Babos, född 10 maj 1993, är en ungersk tennisspelare. Hon har varit högst rankad på WTA:s dubbelrankning.

## Karriär
I januari 2018 vann Babos och Kristina Mladenovic dubbeln vid Australiska öppna efter att ha besegrat Jekaterina Makarova och Jelena Vesnina i finalen. Hon nådde även finalen i mixed dubbel med Rohan Bopanna, där det dock blev förlust mot Gabriela Dabrowski och Mate Pavić. I februari 2018 tog Babos sin tredje singeltitel då hon besegrade Kateryna Kozlova i finalen av Taiwan Open. I april 2018 nådde hon finalen i Monterrey Open, där det dock blev förlust mot Garbiñe Muguruza.
I maj 2018 nådde Babos och Mladenovic finalen vid Mutua Madrid Open, där det blev förlust mot Makarova och Vesnina.  Den 16 juli 2018 nådde Babos den högsta rankningen på WTA:s dubbelrankning.
I juni 2019 vann Babos och Mladenovic Franska öppna efter att besegrat Elise Mertens och Aryna Sabalenka i finalen. I januari 2020 tog Babos och Mladenovic sin tredje Grand Slam-titel tillsammans då de vann Australiska öppna efter att ha besegrat Hsieh Su-wei och Barbora Strýcová i finalen.

## Titlar och finaler

### Grand Slam

#### Dubbel: 7 (3 titlar, 4 andraplatser)
| Resultat | År   | Turnering         | Underlag   | Medspelare          | Motståndare                      | Resultat                |
| -------- | ---- | ----------------- | ---------- | ------------------- | -------------------------------- | ----------------------- |
| Tvåa     | 2014 | Wimbledon         | Gräs       | Kristina Mladenovic | Sara Errani Roberta Vinci        | 1–6, 3–6                |
| Tvåa     | 2016 | Wimbledon         | Gräs       | Yaroslava Shvedova  | Serena Williams Venus Williams   | 3–6, 4–6                |
| Vinnare  | 2018 | Australiska öppna | Hard court | Kristina Mladenovic | Ekaterina Makarova Elena Vesnina | 6–4, 6–3                |
| Tvåa     | 2018 | US Open           | Hard court | Kristina Mladenovic | Ashleigh Barty CoCo Vandeweghe   | 6–3, 6–7(2–7), 6–7(6–8) |
| Loss     | 2019 | Australiska öppna | Hard court | Kristina Mladenovic | Samantha Stosur Zhang Shuai      | 3–6, 4–6                |
| Vinnare  | 2019 | Franska öppna     | Grus       | Kristina Mladenovic | Duan Yingying Zheng Saisai       | 6–2, 6–3                |
| Vinnare  | 2020 | Australiska öppna | Hard court | Kristina Mladenovic | Hsieh Su-wei Barbora Strýcová    | 6–2, 6–1                |

#### Mixed dubbel: 2 (2 andraplatser)
| Resultat | År   | Turnering         | Underlag   | Medspelare     | Motståndare                   | Resultat         |
| -------- | ---- | ----------------- | ---------- | -------------- | ----------------------------- | ---------------- |
| Tvåa     | 2015 | Wimbledon         | Gräs       | Alexander Peya | Leander Paes Martina Hingis   | 1–6, 1–6         |
| Tvåa     | 2018 | Australiska öppna | Hard court | Rohan Bopanna  | Gabriela Dabrowski Mate Pavić | 6–2, 4–6, [9–11] |

### WTA Tour Championships

#### Dubbel: 3 (3 titlar)
| Resultat | År   | Turnering             | Underlag       | Medspelare          | Motståndare                           | Resultat         |
| -------- | ---- | --------------------- | -------------- | ------------------- | ------------------------------------- | ---------------- |
| Vinnare  | 2017 | WTA Finals, Singapore | Hard court (i) | Andrea Hlaváčková   | Kiki Bertens Johanna Larsson          | 4–6, 6–4, [10–5] |
| Vinnare  | 2018 | WTA Finals, Singapore | Hard court (i) | Kristina Mladenovic | Barbora Krejčíková Kateřina Siniaková | 6–4, 7–5         |
| Vinnare  | 2019 | WTA Finals, Kina      | Hard court (i) | Kristina Mladenovic | Hsieh Su-wei Barbora Strýcová         | 6–1, 6–3         |

### Premier Mandatory/Premier 5

#### Dubbel: 7 (2 titlar, 5 andraplatser)
| Resultat | År   | Turnering           | Underlag   | Medspelare          | Motståndare                           | Resultat         |
| -------- | ---- | ------------------- | ---------- | ------------------- | ------------------------------------- | ---------------- |
| Tvåa     | 2014 | Cincinnati Open     | Hard court | Kristina Mladenovic | Raquel Kops-Jones Abigail Spears      | 1–6, 0–2 utgick. |
| Vinnare  | 2015 | Dubai Championships | Hard court | Kristina Mladenovic | Garbiñe Muguruza Carla Suárez Navarro | 6–3, 6–2         |
| Vinnare  | 2015 | Italian Open        | Grus       | Kristina Mladenovic | Martina Hingis Sania Mirza            | 6–4, 6–3         |
| Tvåa     | 2016 | Miami Open          | Hard court | Yaroslava Shvedova  | Bethanie Mattek-Sands Lucie Šafářová  | 3–6, 4–6         |
| Tvåa     | 2017 | Madrid Open         | Grus       | Andrea Hlaváčková   | Chan Yung-jan Martina Hingis          | 4–6, 3–6         |
| Tvåa     | 2017 | China Open          | Hard court | Andrea Hlaváčková   | Chan Yung-jan Martina Hingis          | 1–6, 4–6         |
| Tvåa     | 2018 | Madrid Open         | Grus       | Kristina Mladenovic | Ekaterina Makarova Elena Vesnina      | 6–2, 4–6, [8–10] |

### WTA-finaler i kronologisk ordning

#### Singel: 8 (3 titlar, 5 andraplatser)
| Teckenförklaring                    |
| ----------------------------------- |
| WTA Tour Championships (0–0)        |
| Premier Mandatory & Premier 5 (0–0) |
| Premier (0–0)                       |
| International (3–5)                 |

| Finaler efter underlag |
| ---------------------- |
| Hard court (3–3)       |
| Grus (0–1)             |
| Gräs (0–0)             |
| Matta (0–1)            |

| Resultat | V–F | Datum          | Turnering                     | Kategori      | Underlag       | Motståndare         | Resultat           |
| -------- | --- | -------------- | ----------------------------- | ------------- | -------------- | ------------------- | ------------------ |
| Vinnare  | 1–0 | Februari 2012  | Monterrey Open, Mexiko        | International | Hard court     | Alexandra Cadanțu   | 6–4, 6–4           |
| Tvåa     | 1–1 | Maj 2015       | Morocco Open, Marocko         | International | Grus           | Elina Svitolina     | 5–7, 6–7(3–7)      |
| Tvåa     | 1–2 | Augusti 2016   | Brasil Tennis Cup, Brasilien  | International | Hard court     | Irina-Camelia Begu  | 6–2, 4–6, 3–6      |
| Vinnare  | 2–2 | Februari 2017  | Hungarian Ladies Open, Ungern | International | Hard court (i) | Lucie Šafářová      | 6–7(4–7), 6–4, 6–3 |
| Tvåa     | 2–3 | September 2017 | Tournoi de Québec, Kanada     | International | Matta (i)      | Alison Van Uytvanck | 7–5, 4–6, 1–6      |
| Tvåa     | 2–4 | September 2017 | Tashkent Open, Uzbekistan     | International | Hard court     | Kateryna Bondarenko | 4–6, 4–6           |
| Vinnare  | 3–4 | Februari 2018  | Taiwan Open, Taiwan           | International | Hard court (i) | Kateryna Kozlova    | 7–5, 6–1           |
| Tvåa     | 3–5 | April 2018     | Monterrey Open, Mexiko        | International | Hard court     | Garbiñe Muguruza    | 6–3, 4–6, 3–6      |

#### Dubbel: 36 (23 titlar, 13 andraplatser)
| Teckenförklaring                    |
| ----------------------------------- |
| Grand Slam turneringar (3–4)        |
| WTA Tour Championships (3–0)        |
| Premier Mandatory & Premier 5 (2–5) |
| Premier (4–1)                       |
| International (11–3)                |

| Finaler efter underlag |
| ---------------------- |
| Hard court (13–9)      |
| Grus (7–2)             |
| Gräs (2–2)             |
| Matta (1–0)            |

| Resultat | V–F   | Datum          | Turnering                                  | Kategori      | Underlag       | Medspelare               | Motståndare                              | Resultat                |
| -------- | ----- | -------------- | ------------------------------------------ | ------------- | -------------- | ------------------------ | ---------------------------------------- | ----------------------- |
| Vinnare  | 1–0   | Juni 2012      | Birmingham Classic, Storbritannien         | International | Gräs           | Hsieh Su-wei             | Liezel Huber Lisa Raymond                | 7–5, 6–7(2–7), [10–8]   |
| Tvåa     | 1–1   | Januari 2013   | Hobart International, Australien           | International | Hard court     | Mandy Minella            | Garbiñe Muguruza María Teresa Torró Flor | 3–6, 6–7(5–7)           |
| Vinnare  | 2–1   | Februari 2013  | Copa Colsanitas, Colombia                  | International | Grus           | Mandy Minella            | Eva Birnerová Alexandra Panova           | 6–4, 6–3                |
| Vinnare  | 3–1   | April 2013     | Monterrey Open, Mexiko                     | International | Hard court     | Kimiko Date-Krumm        | Eva Birnerová Tamarine Tanasugarn        | 6–1, 6–4                |
| Vinnare  | 4–1   | April 2013     | Morocco Open, Marocko                      | International | Grus           | Mandy Minella            | Petra Martić Kristina Mladenovic         | 6–3, 6–1                |
| Vinnare  | 5–1   | September 2013 | Tashkent Open, Uzbekistan                  | International | Hard court     | Yaroslava Shvedova       | Mandy Minella Olga Govortsova            | 6–3, 6–3                |
| Vinnare  | 6–1   | Januari 2014   | Sydney International, Australien           | Premier       | Hard court     | Lucie Šafářová           | Sara Errani Roberta Vinci                | 7–5, 3–6, [10–7]        |
| Tvåa     | 6–2   | Februari 2014  | Open GDF Suez, Frankrike                   | Premier       | Hard court (i) | Kristina Mladenovic      | Anna-Lena Grönefeld Květa Peschke        | 7–6(9–7), 4–6, [5–10]   |
| Tvåa     | 6–3   | April 2014     | Monterrey Open, Mexiko                     | International | Hard court     | Olga Govortsova          | Darija Jurak Megan Moulton-Levy          | 6–7(5–7), 6–3, [9–11]   |
| Vinnare  | 7–3   | April 2014     | Malaysian Open, Malaysia                   | International | Hard court     | Chan Hao-ching           | Latisha Chan Zheng Saisai                | 6–3, 6–4                |
| Tvåa     | 7–4   | Juli 2014      | Wimbledon, Storbritannien                  | Grand Slam    | Gräs           | Kristina Mladenovic      | Sara Errani Roberta Vinci                | 1–6, 3–6                |
| Tvåa     | 7–5   | Augusti 2014   | Cincinnati Open, USA                       | Premier 5     | Hard court     | Kristina Mladenovic      | Raquel Kops-Jones Abigail Spears         | 1–6, 0–2 utgick.        |
| Vinnare  | 8–5   | Februari 2015  | Dubai Championships, Förenade Arabemiraten | Premier 5     | Hard court     | Kristina Mladenovic      | Garbiñe Muguruza Carla Suárez Navarro    | 6–3, 6–2                |
| Vinnare  | 9–5   | Maj 2015       | Morocco Open, Marocko (2)                  | International | Grus           | Kristina Mladenovic      | Laura Siegemund Maryna Zanevska          | 6–1, 7–6(7–5)           |
| Vinnare  | 10–5  | Maj 2015       | Italian Open, Italien                      | Premier 5     | Grus           | Kristina Mladenovic      | Martina Hingis Sania Mirza               | 6–4, 6–3                |
| Tvåa     | 10–6  | Mars 2016      | Miami Open, USA                            | Premier M     | Hard court     | Yaroslava Shvedova       | Bethanie Mattek-Sands Lucie Šafářová     | 3–6, 4–6                |
| Tvåa     | 10–7  | Juli 2016      | Wimbledon, Storbritannien                  | Grand Slam    | Gräs           | Yaroslava Shvedova       | Serena Williams Venus Williams           | 3–6, 4–6                |
| Tvåa     | 10–8  | Augusti 2016   | Brasil Tennis Cup, Brasilien               | International | Hard court     | Réka Luca Jani           | Lyudmyla Kichenok Nadiia Kichenok        | 3–6, 1–6                |
| Vinnare  | 11–8  | Januari 2017   | Sydney International, Australien (2)       | Premier       | Hard court     | Anastasia Pavlyuchenkova | Sania Mirza Barbora Strýcová             | 6–4, 6–4                |
| Vinnare  | 12–8  | Maj 2017       | Morocco Open, Marocko (3)                  | International | Grus           | Andrea Hlaváčková        | Nina Stojanović Maryna Zanevska          | 2–6, 6–3, [10–5]        |
| Tvåa     | 12–9  | Maj 2017       | Madrid Open, Spanien                       | Premier M     | Grus           | Andrea Hlaváčková        | Latisha Chan Martina Hingis              | 4–6, 3–6                |
| Vinnare  | 13–9  | September 2017 | Tournoi de Québec, Kanada                  | International | Matta (i)      | Andrea Hlaváčková        | Bianca Andreescu Carson Branstine        | 6–3, 6–1                |
| Vinnare  | 14–9  | September 2017 | Tashkent Open, Uzbekistan (2)              | International | Hard court     | Andrea Hlaváčková        | Nao Hibino Oksana Kalashnikova           | 7–5, 6–4                |
| Tvåa     | 14–10 | Oktober 2017   | China Open, Kina                           | Premier M     | Hard court     | Andrea Hlaváčková        | Latisha Chan Martina Hingis              | 1–6, 4–6                |
| Vinnare  | 15–10 | Oktober 2017   | Kremlin Cup, Ryssland                      | Premier       | Hard court (i) | Andrea Hlaváčková        | Nicole Melichar Anna Smith               | 6–2, 3–6, [10–3]        |
| Vinnare  | 16–10 | Oktober 2017   | WTA Finals, Singapore                      | WTA Finals    | Hard court (i) | Andrea Hlaváčková        | Kiki Bertens Johanna Larsson             | 4–6, 6–4, [10–5]        |
| Vinnare  | 17–10 | Januari 2018   | Australiska öppna, Australien              | Grand Slam    | Hard court     | Kristina Mladenovic      | Ekaterina Makarova Elena Vesnina         | 6–4, 6–3                |
| Tvåa     | 17–11 | Maj 2018       | Madrid Open, Spanien                       | Premier M     | Grus           | Kristina Mladenovic      | Ekaterina Makarova Elena Vesnina         | 6–2, 4–6, [8–10]        |
| Vinnare  | 18–11 | Juni 2018      | Birmingham Classic, Storbritannien (2)     | Premier       | Gräs           | Kristina Mladenovic      | Elise Mertens Demi Schuurs               | 4–6, 6–3, [10–8]        |
| Tvåa     | 18–12 | September 2018 | US Open, USA                               | Grand Slam    | Hard court     | Kristina Mladenovic      | Ashleigh Barty CoCo Vandeweghe           | 6–3, 6–7(2–7), 6–7(6–8) |
| Vinnare  | 19–12 | Oktober 2018   | WTA Finals, Singapore (2)                  | WTA Finals    | Hard court (i) | Kristina Mladenovic      | Barbora Krejčíková Kateřina Siniaková    | 6–4, 7–5                |
| Tvåa     | 19–13 | Januari 2019   | Australiska öppna, Australien              | Grand Slam    | Hard court     | Kristina Mladenovic      | Samantha Stosur Zhang Shuai              | 3–6, 4–6                |
| Vinnare  | 20–13 | April 2019     | İstanbul Cup, Turkiet                      | International | Grus           | Kristina Mladenovic      | Alexa Guarachi Sabrina Santamaria        | 6–1, 6–0                |
| Vinnare  | 21–13 | Juni 2019      | Franska öppna, Frankrike                   | Grand Slam    | Grus           | Kristina Mladenovic      | Duan Yingying Zheng Saisai               | 6–2, 6–3                |
| Vinnare  | 22–13 | November 2019  | WTA Finals, Kina (3)                       | Finals        | Hard court (i) | Kristina Mladenovic      | Hsieh Su-wei Barbora Strýcová            | 6–1, 6–3                |
| Vinnare  | 23–13 | Januari 2020   | Australiska öppna, Australien (2)          | Grand Slam    | Hard court     | Kristina Mladenovic      | Hsieh Su-wei Barbora Strýcová            | 6–2, 6–1                |